# 扬·德拉伊卡
扬·德拉伊卡（羅馬尼亞語：Ion Draica，1958年1月5日—），罗马尼亚男子摔跤运动员。他曾代表罗马尼亚参加1980年和1984年夏季奥林匹克运动会摔跤比赛，其中1984年奥运会获得一枚金牌。